# Nutty Putty Cave
Nutty Putty Cave är en grotta, belägen väster om Utahsjön i delstaten Utah i USA. Grottan, som ligger cirka 100 kilometer söder om Salt Lake City, upptäcktes först av Dale Green och ett par av hans vänner år 1960, och ägs av Utah School and Institutional Trust Lands Administration. Den förvaltas av Utah Timpanogos Grotto. Grottan var tidigare ett populärt besöksmål för speleologer, samt för många scouter och collegestudenter.

## Olyckan 2009
I november 2009 omkom en 26-årig man vid namn John Edward Jones i denna grotta, efter att ha suttit fast i över ett dygn.  Han, hans bror och vänner var på utflykt i den grottan för att utmana sig själva lite. Deras uppgift var att ta sig till ”The Birth Canal”. För att ta sig dit behövde man svänga åt höger, men av misstag svängde Jones åt vänster genom en mycket trång tunnel som visade sig inte var vare sig utforskad eller kartlagd.
Genom den tunneln kunde inte Jones hitta något ställe som var stort nog för honom att vända på sig och kräla tillbaka, så han fortsatte att pressa sig igenom den okända tunneln. Längre fram upptäckte han en öppning som pekade nästan rakt ner framför honom. Han trodde att tunneln skulle bli större längre ner, och trodde därmed att han kunde hitta en plats att vända. Jones pressade sig ner genom öppningen. Han blåste ut all luft ur sina lungor och drog sig in genom öppningen, men när han andades in igen fastnade han och sjönk längre ner, med ena armen fastkilad i sidan och den andra nästan bak på ryggen. Den öppningen visade sig bli mindre och till slut en återvändsgränd. I en 80 graders vinkel upp och ner blev Jones helt fast och orörlig.
Hans bror hittade honom en kort tid senare och såg Jones fötter sticka ut. Brodern gav sig då iväg för att hämta hjälp. En timme senare kom räddningsteamet till platsen. I flera timmar försökte räddningsteamet utan framgång att få loss Jones. Vid ett försök där repet gick genom flera metallöglor fastborrade i väggarna för att minska friktionen, såg det ut att bli framsteg.
Jones kropp lyftes ut ur hålet samtidigt som han skrek av smärta, men då lossnade en av metallögorna och träffade i ansiktet på en medlem i räddningsteamet som bevakade Jones. Medlemmen blev så hårt träffad i ansiktet att han blödde och tuppade av ett ögonblick. Men när han återfick medvetandet såg han att Jones hade glidit ner i hålet igen. Och eftersom medlemmen blödde tvingades han ta sig ut ur grottan och låta någon annan bevaka Jones.
Efter flera försök på 27-28 timmar utan några framsteg, konstaterade man att Jones hade till slut omkommit av hjärtstillestånd. Räddningsteamet beslutade sedan att begrava Jones där genom att fylla ingången med betong för att försegla grottan och förhindra fler olyckor.
Och eftersom kvarlevorna av hans kropp fortfarande är kvar i grottan, har den blivit en minnesplats för Jones.